# Peter Kemp
Peter Kemp (8 de abril de 1877 - 9 de junio de 1965) fue un nadador británico quien compitió entre fines del siglo XIX y principios del siglo XX. Participó en los Juegos Olímpicos de París 1900 en las categorías de Waterpolo y natación donde ganó la Medalla de bronce en los 200 metros en obstáculos y la Medalla de oro en Waterpolo.